# Toivakka

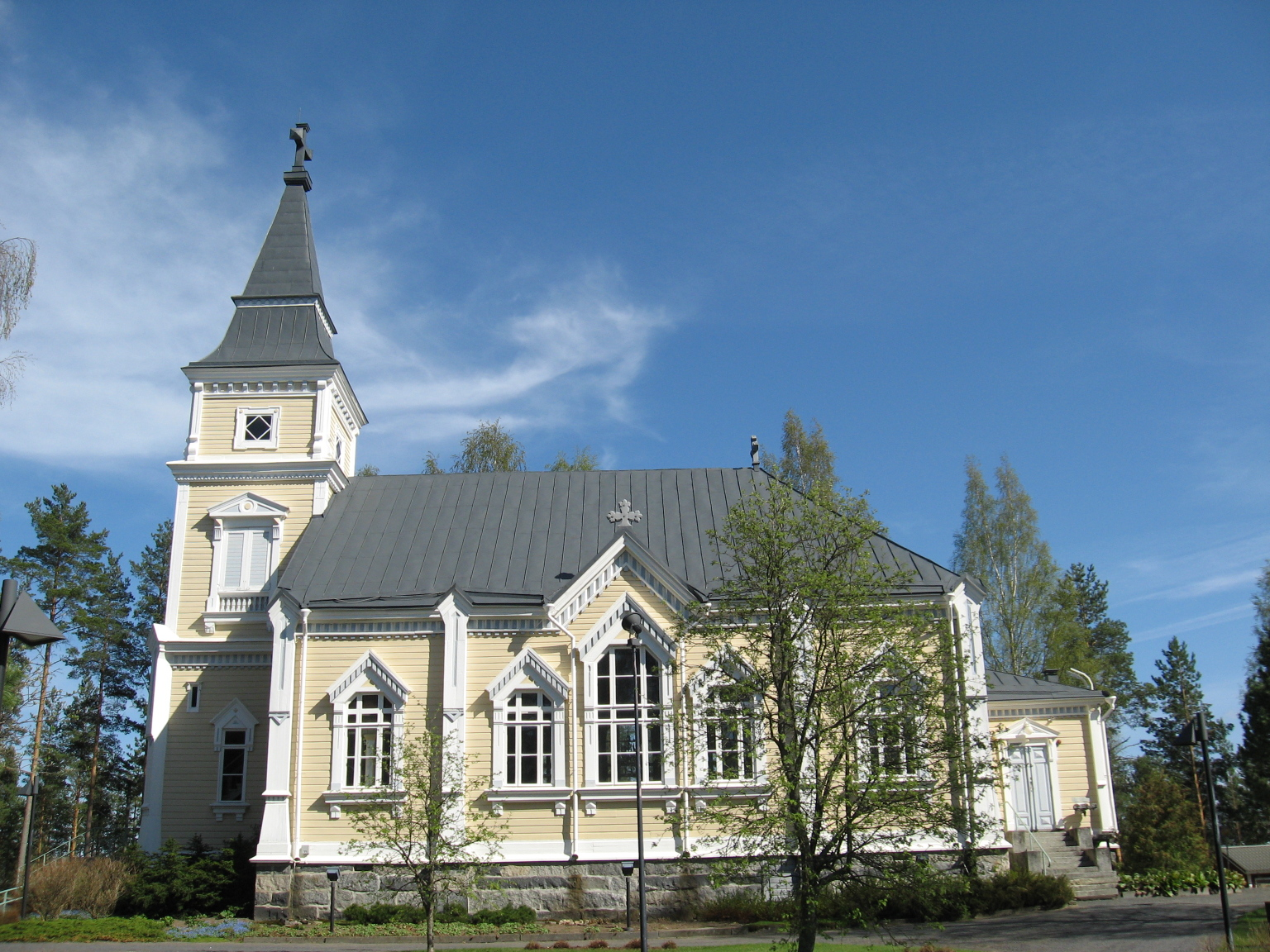
Església

Toivakka és una població al centre de Finlàndia. Té una població de 2.465 habitants i una extensió de 413,94 km², dels quals 52,44 km² són d'aigua.

## Ciutats agermanades
- Kambja, Estònia